# Trichocyclus nigropunctatus
Trichocyclus nigropunctatus là một loài nhện trong họ Pholcidae. Loài này được phát hiện ở Tây Úc và là loài điển hình của chi Trichocyclus.